# لوکرتیوس (دهانه)
لوکرتیوس یک دهانه برخوردی در ماه‌ است.

## دهانه‌های اقماری
این دهانه ۲ دهانه اقماری دارد.
| Lucretius | عرض جغرافیایی | طول جغرافیایی | قطر          |
| --------- | ------------- | ------------- | ------------ |
| C         | ۳.۷° S        | ۱۱۴.۴° W      | ۲۰.۰ کیلومتر |
| U         | ۷.۷° S        | ۱۲۳.۶° W      | ۲۴.۰ کیلومتر |